# Adam Czerkas
Adam Czerkas (ur. 13 lipca 1984 w Sokołowie Podlaskim) – polski piłkarz grający na pozycji napastnika.

## Kariera
Adam Czerkas rozpoczynał piłkarską karierę w Podlasiu Sokołów Podlaski, z którym w rundzie wiosennej sezonu 2001/2002 rywalizował w IV lidze. W 2002 trafił do Świtu Nowy Dwór Mazowiecki. W jego barwach zadebiutował 28 sierpnia w przegranym 1:4 meczu pucharu Polski z Lechem/Zrywem Zielona Góra. Wystąpił także m.in. w drugim spotkaniu barażowym ze Szczakowianką Jaworzno, zweryfikowanym jako walkower dla jego zespołu w związku z przekupstwem piłkarzy Świtu. W 2003 Czerkas przeszedł do Okęcia Warszawa. W nowym zespole tworzył duet napastników wraz z Maciejem Tatajem i obok niego był najskuteczniejszym zawodnikiem stołecznego klubu. Przed rozpoczęciem sezonu 2004/2005 Czerkas powrócił do Świtu. Wywalczył miejsce w podstawowym składzie i regularnie grał w pierwszej jedenastce. Pierwszego gola zdobył w pojedynku ze Szczakowianką Jaworzno, a w meczu przeciwko RKS-owi Radomsko strzelił hat-tricka, zapewniając swojemu zespołowi zwycięstwo.
W lutym 2005 Czerkas podpisał pięcioletni kontrakt z Koroną Kielce. W nowym zespole miał problemy z wywalczeniem miejsca w podstawowym składzie, gdyż w ataku grali najczęściej Jakub Grzegorzewski i Grzegorz Piechna. W sezonie 2004/2005 wywalczył z kieleckim klubem awans do Orange Ekstraklasy. W następnych rozgrywkach był jednak graczem Odry Wodzisław Śląski, do której trafił na zasadzie rocznego wypożyczenia. W jej barwach strzelił swojego pierwszego gola w I lidze, w meczu z GKS-em Bełchatów. W całych rozgrywkach zdobył jeszcze pięć innych bramek i był najskuteczniejszym zawodnikiem Odry. Latem 2006 powrócił do Korony, następnie nie przeszedł testów w belgijskim KAA Gent. W lipcu przeszedł pomyślnie badania lekarskie w Queens Park Rangers i został wypożyczony do angielskiego klub na rok. Po raz pierwszy wystąpił w sierpniu, a ostatni raz zagrał we wrześniowym pojedynku pucharu Ligi z Port Vale. Okres jego wypożyczenia został skrócony, a w styczniu 2007 zawodnik po raz kolejny został graczem Odry, również na zasadzie wypożyczenia.
W sezonie 2007/2008 Czerkas pozostawał bez klubu. Przebywał m.in. na testach w Motherwell, strzelił gola w sparingu z Lechem Poznań, ale nie podpisał kontraktu ze szkockim zespołem. W lipcu 2008 wystąpił w pięciu towarzyskich meczach ŁKS-u, w których zdobył trzy gole, a następnie związał się z nim dwuletnią umową. Będąc graczem łódzkiej drużyny regularnie występował w rozgrywkach Ekstraklasy. Na kolejny sezon ŁKS nie otrzymał licencji. Latem 2009 zawodnik niespodziewanie opuścił zgrupowanie w Wiśle. Piłkarz tłumaczył swoją decyzję tym, że podpisał dwuletni kontrakt z łódzkim klubem, ale tylko na występy w ekstraklasie. Złożył do Wydziału Gier PZPN-u wniosek o rozwiązanie umowy i wygrał sprawę. Następnie szukał zatrudnienia w lidze greckiej, testowany był także w Górniku Zabrze i Zagłębiu Lubin, ale ostatecznie związał się z GKP Gorzów Wlkp. W jego barwach rozegrał w I lidze 15 meczów i strzelił dwa gole, w tym jednego w debiucie przeciwko ŁKS-owi. 4 maja 2010 za porozumieniem stron rozwiązał umowę. Pod koniec lipca powrócił do Świtu Nowy Dwór Mazowiecki. W jego barwach rozegrał 31 meczów i strzelił sześć goli. Był czołowym strzelcem zespołu, który w II lidze zajął trzecie miejsce. 13 lipca 2011 roku podpisał kontrakt z Pogonią Siedlce. 21 stycznia 2014 roku rozwiązał kontrakt za porozumieniem stron. Od 17 lutego do 25 czerwca 2014 r. był piłkarzem Legionovi Legionowo. Od 12 lipca piłkarz Polonii Warszawa. W 2015 roku ponownie grał w Legionovi Legionowo, a następnie w Rozwoju Katowice. W latach 2016–2019 był zawodnikiem RKS Raków Częstochowa. W sezonie 2016/2017 zdobył z zespołem mistrzostwo II ligi. Od 2020 r. występuje w drużynie Podlasia Sokołów Podlaski.